# (33565) Samferguson
1999 JY25 (asteroide 33565) é um asteroide da cintura principal. Possui uma excentricidade de 0.11976590 e uma inclinação de 2.53364º.
Este asteroide foi descoberto no dia 10 de maio de 1999 por LINEAR em Socorro.